# Svenska mästerskapet i bandy 1917
Svenska mästerskapet i bandy 1917 avgjordes genom att IFK Uppsala vann mot AIK med 11-2 i finalmatchen på Stockholms stadion den 12 februari 1917.

## Matcher

### Kvartsfinaler
- IFK Uppsala-Mariebergs IK 8-0
- Djurgårdens IF-Hammarby IF 3-1
- AIK-Johanneshofs IF 8-4
- IK Sirius-IFK Stockholm 3-2

### Semifinaler
- IFK Uppsala-Djurgårdens IF 7-2
- AIK-IK Sirius 4-3

### Final
- 12 februari 1917 - IFK Uppsala-AIK 11-2 (Stockholms stadion)

## Svenska mästarna
Mall:IFK Uppsala Bandy 1917

### Fotnoter
1. ↑  Erik Jonsson. ”1907–1919”. Svenska Bandyförbundet. https://www.svenskbandy.se/BANDYFINALEN/HISTORIK/Svenskamastare/Herrar/1907-1919/. Läst 1 september 2011.